# Dansa (trobadors)
La dansa és un gènere trobadoresc. Si ens centrem en criteris de versificació, on sols es tenen en compte els aspectes mètrics i no la temàtica, es pot dividir en balada i dansa.
Emparentada amb els goigs. Normalment està formada per algunes estrofes de vuit versos i abans i després un refrany de quatre versos o bé després una tornada amb rima habitualment igual a la de quatre versos de l'estrofa anterior.
Del rei Jaume II el Just hi ha una curiosa dansa -fixeu-vos en les similituds d'aquesta composició amb els goigs- de temàtica moral i intencionalitat política, en què les al·legories ens donen la clau. Aquesta dansa s'aparta una mica de l'esquema típic.
| Mayre de Deu e fylha verge humil e bela vostra nau vos apela que l'aydetz, qar perylha. I Perylhan vay en l'onda d'aquest mon per tempesta; e·l nauchier no·s n'a cura, e tant fortun'aonda que nulls no·y leva testa e l'aura qu'es escura. E s'ayso gayre dura vostra nau es perduda si, per la vostr'ajuda, no troba port o ylha. II Nau, leyn, vexel o barca parlan en ver lenguatge, devem tuyt ben entendre que signifiquet l'archa on l'umenal lynatge plac a Deus tot compendre per complir et atendre so que ja promes era: que d'aquell restaurera, el cel, manta seÿlha. III La nau es carregada e de son port se llunha, quar trop greu vent la forsa; e's mal amarinada, tant que negu no·y punha cossi la nau estorsa. Ha! com fort trai ves orsa, que pels timons no·s guia ni fay la dreta via sol una pauca mylha. Mayre, tu·m dona forsa contra ma leugeria, e.m garda de la via de peccat, que·ns exylha. | Mare de Déu i filla, verge humil i bella, vostra nau us crida que l'ajudeu, perquè perilla. I Perillant va en l'onada d'aquest món tempestuós; i el navegant no en té cura, i és tant la fortuna adversa que mai no aixeca el cap i l'aura és obscura. I si això gaire dura vostra nau és perduda si, amb la vostra ajuda, no troba port o illa. II Nau, lleny, vaixell o barca parlant en llenguatge clar hem d'entendre tots bé que significa l'arca on el llinatge humà plagué a Déu reunir per complir i esperar allò que ja promès era: que d'aquell [el llinatge] restaurarà en el cel, gran ... III La nau és carregada i de son port s'allunya, ja que un gran vent l'obliga; està mal amarinada, tant que ningú no s'esforça a buscarr que la nau se salvi. Ah! com deriva cap al nord, que pels timons no es guia ni fa el camí recte sols una petita milla. Mare, dona'm força contra ma debilitat, i guarda'm del camí del pecat, que ens destrueix |